# Partido Comunista Italiano
El Partido Comunista Italiano (PCI) fue un importante partido político de Italia en el siglo XX situado en la izquierda política. Nació en enero de 1921 en Livorno como Partido Comunista de Italia (sección italiana de la Internacional Comunista) de la mano principalmente de Amadeo Bordiga y Antonio Gramsci, mediante una escisión a la izquierda del Partido Socialista Italiano en el XVII Congreso del PSI.
Solo cuatro años después de su fundación, en 1925, fue ilegalizado por el régimen fascista de Benito Mussolini y durante casi dos décadas, el partido pasó a la clandestinidad y sus militantes fueron perseguidos. Además, sufrió desencuentros con la Internacional Comunista en las décadas de 1920 y 1930. En julio de 1943, con la caída del gobierno de Mussolini, es refundado, esta vez bajo el nombre de Partido Comunista Italiano (PCI). Durante la Segunda Guerra Mundial, cientos de miles de militantes comunistas combatirían en las filas de la Resistencia italiana contra la República Social Italiana y la Alemania nazi. Tras la guerra, el PCI surgió como el mayor partido del país, con más de dos millones de afiliados y un gran prestigio. Su líder, Palmiro Togliatti, implementó una política de cooperación con el resto de partidos democráticos, lo que le permitió tener gran influencia en la creación de las instituciones de la nueva República.
Tras participar con varios ministros en el Gobierno italiano, fue expulsado de este en 1947 para facilitar que Italia ingresara en el bloque proestadounidense y años más tarde en la OTAN. Desde entonces y hasta su disolución, a lo largo de cuatro décadas, el PCI fue el segundo partido más votado en Italia y, aunque siempre estuvo en la oposición a nivel nacional, era el partido más votado en muchas zonas del norte y centro del país. Fiel a los postulados soviéticos hasta bien entrada la década de 1970, a partir de entonces pasaría a defender el llamado eurocomunismo, al igual que otros partidos comunistas en Occidente, como el Partido Comunista Francés o el Partido Comunista de España. Hasta la década de 1960, fue el mayor partido comunista de Occidente, y tras la violenta desarticulación del Partido Comunista de Indonesia en 1965, pasó a ser el mayor partido comunista del mundo capitalista.
Electoralmente, sus apoyos oscilaron entre un cuarto y un tercio del electorado, a pesar de la presión y el desprestigio al que fue sometido por la derecha italiana y la OTAN a través de la Operación Gladio. En 1984 ocurrirían dos eventos históricos en la historia del partido: el funeral de Enrico Berlinguer, que sacó a las calles de Roma a más de un millón de personas en una de las mayores demostraciones de fuerza del movimiento comunista italiano. Días después, las elecciones al Parlamento Europeo de 1984, cuando, en unas elecciones históricas, el PCI fue el partido más votado en Italia, recibiendo cerca de 12 millones de votos y convirtiéndose en el segundo partido comunista en Europa en ganar unas elecciones plurales y democráticas. Dos años después de la caída del bloque socialista, se autodisolvió en su XX Congreso. Sus partidos sucesores fueron el Partido Democrático de la Izquierda, socialdemócrata, y el Partido de la Refundación Comunista, comunista.

## Ideología
Nació como un partido perteneciente a la Internacional Comunista. Sus primeros objetivos eran derribar el Estado burgués, abolir el capitalismo e implantar el comunismo siguiendo el ejemplo de los comunistas rusos de Lenin, es decir, mediante la revolución y la dictadura del proletariado.
En la segunda mitad del siglo XX abandonó progresivamente las tesis de inspiración soviética creando una propia línea política, el eurocomunismo, junto a otros partidos comunistas europeos como el Partido Comunista Francés o el Partido Comunista de España.

## Historia

### Fundación y prohibición
El PCI es fundado el 21 de enero de 1921 en la ciudad de Livorno por la corriente más revolucionaria del Partido Socialista Italiano (PSI). Los líderes de esa corriente eran Amadeo Bordiga y Antonio Gramsci, que abandonaron la sala del Teatro Goldoni, donde se celebraba el XVII Congreso del PSI, convocando un Congreso Constituyente junto al teatro San Marco. Este desencuentro fue causado por la negativa de la mayoría de los congresistas del PSI a unirse a la Internacional Comunista.
Ante el auge del fascismo y la violencia de los camisas negras (los locales de los partidos de izquierda, los sindicatos y los periódicos eran atacados con regularidad y decenas de militantes asesinados) el PCd'I creó en la primavera de 1921 su Ufficio I (oficina ilegal del trabajo), una organización clandestina presente en toda Italia. Sus miembros recibieron una formación militar básica y almacenaron armas, a menudo capturadas tras la República Húngara de los Consejos y la Revolución Alemana de 1918-1919. Los activistas comunistas también se involucraron en los Arditi del Popolo (AdP), una organización antifascista no partidista destinada a rechazar las expediciones punitivas fascistas. En julio de 1921, el gobierno excluyó a los miembros del partido de las fuerzas armadas, pero no a los fascistas. En febrero de 1923 se lanzó una amplia ofensiva policial contra el PCI, que se saldó con más de mil detenciones, entre ellas las de varios dirigentes, entre ellos Amadeo Bordiga.
Su primera denominación fue Partido Comunista de Italia (sección italiana de la Internacional Comunista). El 5 de noviembre del 1925 el PCdI es ilegalizado por el régimen fascista de Benito Mussolini. Sin embargo, el partido es reconstituido en la clandestinidad, en parte permaneciendo en Italia, en parte emigrando al extranjero, sobre todo a Francia y la Unión Soviética.
En 1935, el partido dirigió una campaña contra la invasión de Etiopía.
La resistencia al régimen de Mussolini mediante la acción clandestina fue llevada a cabo principalmente por los militantes del Partido Comunista. Estos últimos estaban mejor preparados para la actividad clandestina que los militantes de otros partidos debido a la estructura de su organización y al hecho de haber sido víctimas de la represión sistemática de las autoridades. A lo largo de la dictadura, el PCI pudo mantener y alimentar una red clandestina, distribuir folletos y periódicos de propaganda e infiltrarse en sindicatos y organizaciones juveniles fascistas. Más de tres cuartas partes de los presos políticos entre 1926 y 1943 eran comunistas.

### Del PCdI al PCI

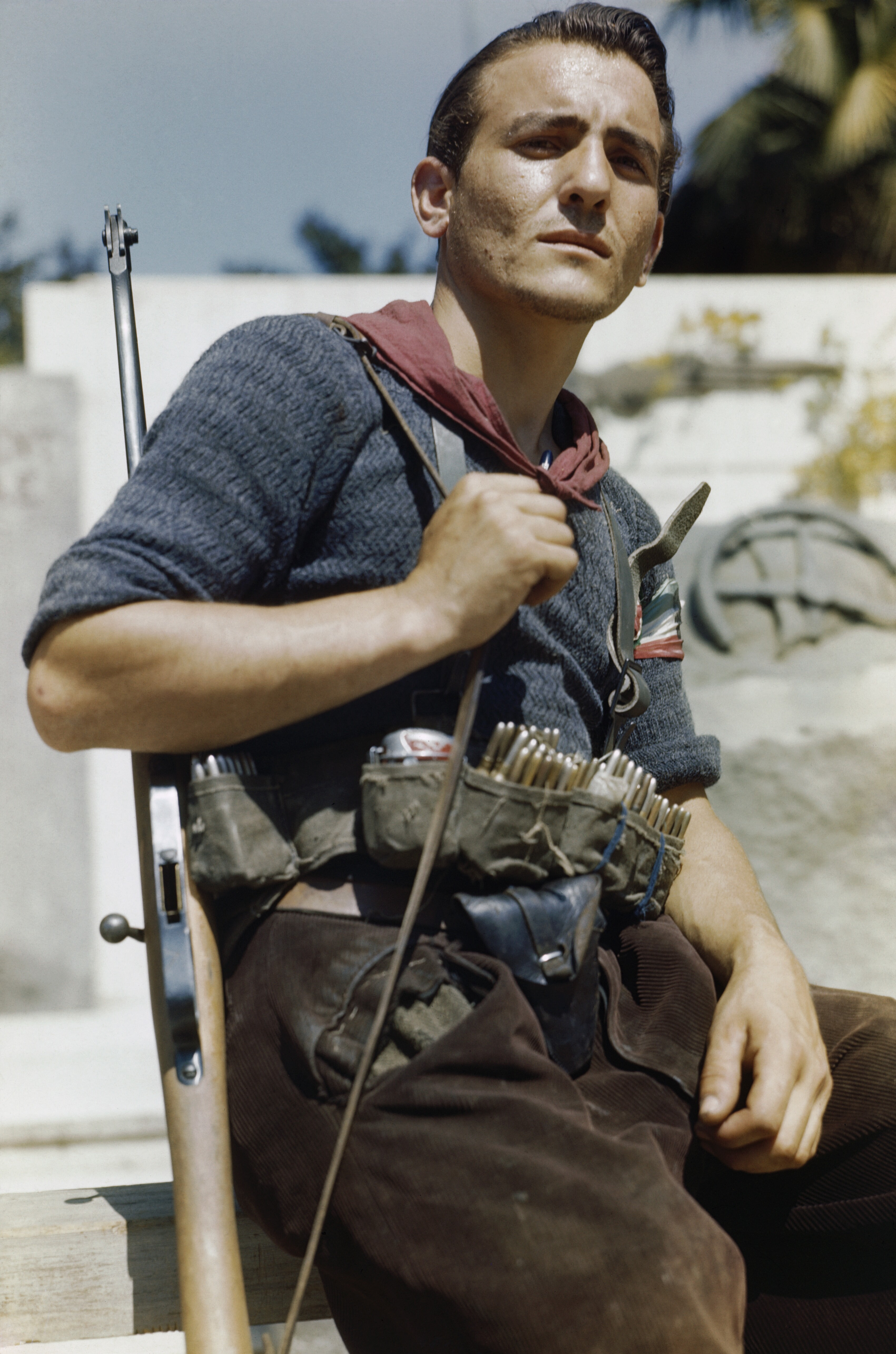
Un partisano de la Resistencia italiana fotografiado por las tropas británicas en Florencia en 1944.

El 15 de mayo de 1943, al disolverse la Internacional Comunista, el PCdI asume definitivamente la denominación de Partido Comunista Italiano (PCI) y en septiembre del mismo año participó en los Comités de Liberación Nacional (CLN) contra el fascismo y la ocupación nazi, junto a los otros partidos de centro y de izquierda.
En la primera etapa de la nueva República Italiana, el liderazgo del PCI viene dado por Palmiro Togliatti. Dicho dirigente sostiene la consigna del poder democrático de la mano del proletariado y estrecha lazos con el Partido Comunista de la Unión Soviética.
El Partido Comunista también ha participado en la lucha contra la mafia desde su fundación. En 1947, durante el Día del Trabajador, criminales abrieron fuego contra una reunión de campesinos comunistas, matando a once personas.
Hasta la década de 1970, el PCI permanecería siempre en la oposición a los sucesivos gobiernos de Italia, pese a ser el segundo partido más votado en la mayoría de las elecciones.

### El "compromiso histórico”
El compromiso histórico italiano fue ideado por Enrico Berlinguer, secretario general del PCI, en 1973. Berlinguer exigía la unidad de todos los partidos políticos nacionales en un gobierno de unidad nacional para paliar la crisis social que atravesaba Italia en la década de 1970.
Hubo un primer intento en 1977, con la mediación del comunista Giorgio Amendola y Ugo La Malfa, político centrista. Este intento fracasó por el desacuerdo entre democristianos y socialdemócratas. No obstante, esta situación cambió a partir de 1978, gracias al propio Berlinguer, a Bettino Craxi, líder socialdemócrata, y a Aldo Moro, dirigente democristiano.
En marzo de 1978 nace un gobierno democristiano liderado por Giulio Andreotti. Este gobierno tenía que ser apoyado por el PCI, aunque este no participaría en el gobierno. Sin embargo, Berlinguer decidió retirar este apoyo al incluirse en el gobierno anticomunistas declarados como Antonio Bisaglia.
La situación volvió a cambiar cuando el mismo día que debía votarse una moción de confianza, Aldo Moro fue raptado (y posteriormente asesinado) por las Brigadas Rojas. El PCI decide entonces abstenerse en la votación, como respuesta al ataque hecho por las BR al pacto planeado entre comunistas y democristianos. Así, el PCI seguiría manteniendo el compromiso histórico aunque con muchas reservas.

### Retorno a la oposición

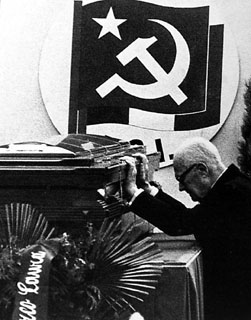
El presidente italiano Sandro Pertini durante el funeral de Enrico Berlinguer, secretario general del PCI entre 1972 y 1984.

Tras la trágica muerte de Moro, el PCI retornó a la oposición. La causa derivó de la dimisión del presidente Giovanni Leone. Se suponía que, al elegir nuevo presidente, el primer ministro Giulio Andreotti dimitiría. Sandro Pertini fue elegido presidente por una amplísima mayoría en el Parlamento, ya que agradaba a todos los sectores políticos. La elección de Pertini entusiasmó a Enrico Berlinguer, pero este entusiasmo decayó pronto, pues no solo Andreotti no dimitió, sino que cortó las relaciones con el PCI. De este modo se acaba con la etapa del compromiso histórico y el PCI no volvería a participar en ningún gobierno.
El diputado comunista Pío La Torre fue asesinado en abril de 1982 por la mafia. Estuvo detrás de una ley que creó un nuevo tipo de delito en el sistema judicial italiano, la conspiración mafiosa, y permitió a los tribunales embargar y confiscar los bienes de los miembros de una red mafiosa.

### Disolución del PCI y el nacimiento del PDS
Tres días después de la caída del Muro de Berlín, el 23 de noviembre de 1989, el nuevo secretario general comunista Achille Occhetto anuncia en Bolonia la voluntad de la dirección del PCI de iniciar un acercamiento a la socialdemocracia europea.
Observando la crisis de la URSS, Occhetto ve oportuno convocar un Congreso para dar vida a un nuevo partido. Estalla una gran polémica entre los militantes comunistas, muchos de ellos distanciados del proyecto de su secretario general.
Aun así, el proyecto ya se había iniciado y concluiría el 3 de febrero de 1991, en la clausura del XX Congreso Nacional del PCI. Se decide la disolución del partido y la creación del Partido Democrático de la Izquierda. Esta decisión no gusta a los militantes del ala izquierda del Partido ni a otras agrupaciones de izquierda, que forman el Partido de la Refundación Comunista. Posteriormente hubo una escisión en la Refundación Comunista, creándose el Partido de los Comunistas Italianos (Partito dei Comunisti Italiani) cuyas juventudes mantienen las mismas siglas que las del extinto Partido Comunista.

## Resultados electorales
Resultados del PCI en elecciones legislativas : 
| Cámara de Diputados |                 |       |         |     |                   |                       |
| Año electoral       | Votos           | %     | Escaños | +/– | Líder             | Gobierno              |
| 1921                | 304.719 (#7)    | 4,61  | 15/535  | -   | Amadeo Bordiga    | Oposición             |
| 1924                | 268.191 (#6)    | 3,74  | 19/535  | 4   | Antonio Gramsci   | Oposición             |
| 1946                | 4.356.686 (#3)  | 18,93 | 104/556 | –   | Palmiro Togliatti | Gobierno (1946-1947)  |
| 1946                | 4.356.686 (#3)  | 18,93 | 104/556 | –   | Palmiro Togliatti | Oposición (1947-1948) |
| 1948                | 8.136.637 (#2)  | 30,98 | 130/574 | 26  | Palmiro Togliatti | Oposición             |
| 1953                | 6.120.809 (#2)  | 22,60 | 143/590 | 13  | Palmiro Togliatti | Oposición             |
| 1958                | 6.704.454 (#2)  | 22,68 | 140/596 | 3   | Palmiro Togliatti | Oposición             |
| 1963                | 7.767.601 (#2)  | 25,26 | 166/630 | 26  | Palmiro Togliatti | Oposición             |
| 1968                | 8.551.347 (#2)  | 26,90 | 177/630 | 11  | Luigi Longo       | Oposición             |
| 1972                | 9.068.961 (#2)  | 27,15 | 179/630 | 2   | Enrico Berlinguer | Oposición             |
| 1976                | 12.614.650 (#2) | 34,37 | 228/630 | 49  | Enrico Berlinguer | Oposición             |
| 1979                | 11.139.231 (#2) | 30,38 | 201/630 | 27  | Enrico Berlinguer | Oposición             |
| 1983                | 11.032.318 (#2) | 29,89 | 198/630 | 3   | Enrico Berlinguer | Oposición             |
| 1987                | 10.250.644 (#2) | 26,58 | 177/630 | 21  | Alessandro Natta  | Oposición             |

| Senado de la República |                 |       |         |     |                   |
| Año electoral          | Votos           | %     | Escaños | +/– | Líder             |
| 1948                   | 6.969.122 (#2)  | 30,76 | 50/237  |     | Palmiro Togliatti |
| 1953                   | 4.910.077 (#2)  | 20,21 | 52/237  | 2   | Palmiro Togliatti |
| 1958                   | 5.700.952 (#2)  | 21,80 | 59/246  | 7   | Palmiro Togliatti |
| 1963                   | 6.933.310 (#2)  | 25,24 | 84/315  | 25  | Palmiro Togliatti |
| 1968                   | 8.585.601 (#2)  | 30,00 | 101/315 | 17  | Luigi Longo       |
| 1972                   | 8.312.828 (#2)  | 27,60 | 91/315  | 10  | Enrico Berlinguer |
| 1976                   | 10.637.772 (#2) | 33,83 | 116/315 | 25  | Enrico Berlinguer |
| 1979                   | 9.855.951 (#2)  | 31,46 | 109/315 | 7   | Enrico Berlinguer |
| 1983                   | 9.577.071 (#2)  | 30,81 | 107/315 | 2   | Enrico Berlinguer |
| 1987                   | 9.181.579 (#2)  | 28,33 | 101/315 | 6   | Alessandro Natta  |

Resultados electorales en las elecciones europeas:
| Año electoral | Votos           | %     | Escaños | +/– | Líder             |
| ------------- | --------------- | ----- | ------- | --- | ----------------- |
| 1979          | 10.361.344 (#2) | 29,57 | 24/81   |     | Enrico Berlinguer |
| 1984          | 11.714.428 (#1) | 33,33 | 27/81   | 3   | Alessandro Natta  |
| 1989          | 9.598.369 (#2)  | 27,58 | 22/81   | 5   | Achille Occhetto  |

Resultados electorales del PCI (y comparación con el PSI y la Democracia Cristiana-DC) en las elecciones regionales (regiones de estatuto ordinario): 
|     | 1970 | 1975 | 1980 | 1985 | 1990 |
| PCI | 27,9 | 33,5 | 31,5 | 30,2 | 24   |
| PSI | 10,4 | 12   | 12,7 | 13,3 | 15,3 |
| DC  | 37,8 | 35,3 | 36,8 | 35   | 33,4 |

Resultados electorales del PCI (y del PSI y la DC) en las elecciones provinciales:
|         | 1951-52 | 1956 | 1960 | 1964 | 1970 | 1975 | 1980 | 1985 | 1990 |
| PCI     |         |      | 24,5 | 26   | 26,8 | 32,7 | 31,1 | 29,9 | 23,8 |
| PCI-PSI | 35,7    | 35,1 |      |      |      |      |      |      |      |
| PSI     |         |      | 14,4 | 11,3 | 11,1 | 12,7 | 13,3 | 13,7 | 15,7 |
| DC      | 39,2    | 38,9 | 40,3 | 37,3 | 37,2 | 34,7 | 35,9 | 33,5 | 31,6 |

Resultados electorales del PCI, PSI y DC en las elecciones municipales en las capitales de provincia y municipios superiores (mayores de 10 000 habitantes hasta 1964, mayores de 5000 desde 1964):
|     | 1956 | 1960 | 1964 | 1970 | 1975 | 1980 | 1985 | 1990 |
| PCI | 25,9 | 26,7 | 25,8 | 25   | 31,3 | 30   | 28,5 | 21,4 |
| PSI | 16,6 | 16,3 | 11,4 | 11,4 | 13,3 | 14,1 | 14,9 | 17,8 |
| DC  | 37,7 | 40,7 | 37,2 | 36,8 | 34,2 | 35,5 | 33,9 | 33,9 |

## Secretarios generales del PCI
| Secretaría General | Nombre | Nombre | Nombre            | Inicio de mandato      | Fin de mandato         |
| ------------------ | ------ | ------ | ----------------- | ---------------------- | ---------------------- |
| 1                  |        |        | Amadeo Bordiga    | 21 de enero de 1921    | 14 de agosto de 1924   |
| 2                  |        |        | Antonio Gramsci   | 14 de agosto de 1924   | 8 de noviembre de 1928 |
| 3                  |        |        | Palmiro Togliatti | 8 de noviembre de 1928 | enero de 1934          |
| 4                  |        |        | Ruggero Grieco    | enero de 1934          | mayo de 1938           |
| 5                  |        |        | Palmiro Togliatti | mayo de 1938           | 21 de agosto de 1964   |
| 6                  |        |        | Luigi Longo       | 21 de agosto de 1964   | 16 de marzo de 1972    |
| 7                  |        |        | Enrico Berlinguer | 17 de marzo de 1972    | 11 de junio de 1984    |
| 8                  |        |        | Alessandro Natta  | 24 de junio de 1984    | 10 de junio de 1988    |
| 9                  |        |        | Achille Occhetto  | 10 de junio de 1988    | 3 de enero de 1991     |

## Congresos
| - I Congreso - Livorno, 21 de enero de 1921 - II Congreso - Roma, 20-24 de marzo de 1922 - III Congreso - Lione, 20-26 de enero de 1926 [en el exilio] - IV Congreso - Colonia, 14-21 de abril de 1931 [en el exilio] - V Congreso - Roma, 29 de diciembre de 1945 - 6 de enero de 1946 - VI Congreso - Milán, 4-10 de enero de 1948 - VII Congreso - Roma, 3-8 de abril de 1951 - VIII Congreso - Roma, 8-14 de diciembre de 1956 - IX Congreso - Roma, 30 de enero - 4 de febrero de 1960 - X Congreso - Roma, 2-8 de diciembre de 1962 | - XI Congreso - Roma, 25-31 de enero de 1966 - XII Congreso - Bologna, 8-15 de febrero de 1969 - XIII Congreso - Milán, 13-17 de marzo de 1972 - XIV Congreso - Roma, 18-23 de marzo de 1975 - XV Congreso - Roma, 30 de marzo - 3 de abril de 1979 - XVI Congreso - Milán, 2-6 de marzo de 1983 - XVII Congreso - Firenze, 9-13 de abril de 1986 - XVIII Congreso - Roma, 18-22 de marzo de 1989 - XIX Congreso - Bolonia, 7-11 de marzo de 1990 - XX Congreso - Rimini, 31 de enero - 3 de febrero de 1991 |

## Evolución de su militancia
| - 1945 - 1.770.896 - 1946 - 2.068.272 - 1947 - 2.252.446 - 1948 - 2.115.232 - 1949 - 2.027.271 - 1950 - 2.112.593 - 1951 - 2.097.830 - 1952 - 2.093.540 - 1953 - 2.134.285 - 1954 - 2.145.317 - 1955 - 2.090.006 - 1956 - 2.035.353 - 1957 - 1.825.342 - 1958 - 1.818.606 - 1959 - 1.789.269 - 1960 - 1.792.974 | - 1961 - 1.728.620 - 1962 - 1.630.550 - 1963 - 1.615.571 - 1964 - 1.641.214 - 1965 - 1.615.296 - 1966 - 1.575.935 - 1967 - 1.534.705 - 1968 - 1.502.862 - 1969 - 1.503.816 - 1970 - 1.507.047 - 1971 - 1.521.642 - 1972 - 1.584.659 - 1973 - 1.623.082 - 1974 - 1.657.825 - 1975 - 1.730.453 - 1976 - 1.814.262 | - 1977 - 1.814.154 - 1978 - 1.790.450 - 1979 - 1.761.297 - 1980 - 1.751.323 - 1981 - 1.714.052 - 1982 - 1.673.751 - 1983 - 1.635.264 - 1984 - 1.619.940 - 1985 - 1.595.281 - 1986 - 1.551.576 - 1987 - 1.508.140 - 1988 - 1.462.281 - 1989 - 1.421.230 - 1990 - 1.264.790 |